# Amphipyra deleta
Amphipyra deleta är en fjärilsart som beskrevs av Max Wilhelm Karl Draudt 1950. Amphipyra deleta ingår i släktet Amphipyra och familjen nattflyn. Inga underarter finns listade i Catalogue of Life.